# Шујица (река)
Шујица је река понорница у западној Босни, Босна и Херцеговина. Извире јужно од Купрешког поља на два извора Мали и Велики Стржањ. 
Дужина тока је 48,5 km, а површина слива око 730 km². 
Од извора тече уским и клисурастим коритом. У Шујичком пољу прима десну притоку Јаруге, па опет тече кроз клисуру до уласка у Дувањско поље. Увире у Великом понору, који скоро увек може да прогута сву воду. 
Њена вода се поново јавља у Бушком блату у југоисточном делу Ливањског поља у врелу Ричина.